# + Clair
+ Clair est une ancienne émission de télévision française d'information sur les médias, diffusée sur Canal+ de septembre 2001 à septembre 2009, tous les samedis, d'abord le soir à 19 h 30 pendant la première saison, puis de 12 h 40 à 13 h 30.

## Concept
+ Clair propose chaque semaine un tour d'horizon de l'actualité de l'ensemble des médias français ou étrangers que sont la télévision, la presse écrite, la radio et internet, à travers des reportages et diverses rubriques (Le bloc-notes d'Éric Dussart, Le zapping, Les audiences…). Plusieurs invités viennent également sur le plateau. Le générique est signé Antoine Lantieri.
À la rentrée de septembre 2007, l'émission s'est enrichie de nouvelles rubriques comme Le JT des médias, La polémique de la semaine, La Webzone, l'ITW-TV ou bien encore L'observatoire des séries. Le bloc-notes d'Éric Dussart disparaît de l'émission.
Le 13 et le 20 octobre 2007 et pendant le reste de la saison 2007/2008, deux nouvelles rubriques arrivent comme Le Médiamix et le Bug TV.
D'abord produite en interne par la filiale de Canal+ Nulle Part Ailleurs Productions (NPA Prod), l'émission est produite par PAF Production (Marc-Olivier Fogiel et Nicolas Plisson) à partir de septembre 2003. À partir de septembre 2008, + Clair est produit par Flab Prod et non plus par PAF productions, filiale d'Endemol. Avec l'arrivée de deux nouveaux chroniqueurs Raphaëlle Baillot et Christophe Beaugrand, l'émission entame sa huitième saison avec un nouveau décor, nouveau générique, nouvelle formule et un format rallongé de dix minutes. Les nouvelles rubriques comme le Cahier de tendances, Télénovelas, Médiaplanet, Critic TV et L'envoyée très spéciale.
En septembre 2009, + Clair est supprimée au profit de Pop Com, une émission sur la communication présentée par Victor Robert.

## Présentatrices
Daphné Roulier présente l'émission de septembre 2001 à juin 2005 avant de se consacrer à L'Hebdo cinéma.
Marie Drucker doit lui succéder en septembre 2005, mais elle rejoint finalement France 3. C'est donc Florence Dauchez qui prend les commandes de l'émission jusqu'en août 2007.
En septembre 2007, Charlotte Le Grix de La Salle et Florence Dauchez inversent leurs rôles : la première prend les rênes de + Clair et la dernière reprend le JT de Canal+[réf. souhaitée].